# Grabowiec (powiat sieradzki)
Grabowiec – wieś w Polsce, położona w województwie łódzkim, w powiecie sieradzkim, w gminie Sieradz.
| SIMC    | Nazwa      | Rodzaj    |
| ------- | ---------- | --------- |
| 0713622 | Dębowiec   | część wsi |
| 0713639 | Filipinów  | część wsi |
| 0713645 | Helenów    | część wsi |
| 0713651 | Letniska   | część wsi |
| 0713668 | Ludwików   | część wsi |
| 1065510 | Polesie    | część wsi |
| 0713674 | Stawiszcze | część wsi |

W latach 1975–1998 wieś administracyjnie należała do województwa sieradzkiego.
Przez wieś przebiega droga wojewódzka nr 482.